# Август Клінглер
Август Клінглер (нім. August Klingler, 24 лютого 1918, Бітіггайм — 23 листопада 1944) — німецький футболіст, що грав на позиції нападника. Виступав, зокрема, за клуби «Даксланден», «Бреслауер» та «Мюлуз», а також національну збірну Німеччини.

## Клубна кар'єра
У 1935 році Август Клінглер розпочав виступи на футбольних полях у складі команди «Даксланден», в якій грав до 1943 року. У 1943 році Клінглер нетривалий час грав у клубі «Бреслауер», і ще в цьому році перейшов до клубу на території окупованої Франції «Мюлуз», де відзначався надзвичайно високою результативністю, забивши в 12 матчах за клуб 34 голи.

## Виступи за збірну
У 1942 році Август Клінглер зіграв 5 матчів у складі національної збірної Німеччини, у яких забив 6 голів.

## Смерть
У 1944 році Август Клінглер був призваний до німецької армії. 23 листопада 1944 року Клінглер загинув у боях німецько-радянської війни.